# Mario Abdo
Mario Abdo Benítez, né le 10 novembre 1971 à Asunción, est un homme d'État paraguayen. Membre du Parti colorado, il est président de la Chambre des sénateurs de 2015 à 2016 et président de la République de 2018 à 2023.

## Biographie
Il est le fils de Mario Abdo Benítez, secrétaire personnel du général Alfredo Stroessner, qui dirige le Paraguay de 1954 à 1989, et de Ruth (Manón) Benítez Perrier. Son père appartient au « quartet d’or », le nom donné aux quatre hommes forts de la junte.
Né le 10 novembre 1971 à Asuncion, Mario Abdo Benitez fait partie de la jeunesse dorée du pays. Il effectue sa scolarité au prestigieux collège San Andrès, puis fait des études de marketing à la Post University, une université privée aux États-Unis. Il hérite de son père une immense fortune.
En 2006, il participe aux funérailles de l'ex-dictateur, exilé au Brésil, et propose un hommage du Parti colorado dont il est membre. 

### Carrière politique
Vice-président du Parti colorado en 2005, il est élu sénateur en 2013, puis président du Sénat en 2015. Il s'oppose par la suite au président Horacio Cartes, issu du même parti que lui.
Il est candidat à l'élection présidentielle de 2018. Il soutient notamment la poursuite de la politique économique du gouvernement en place et la réforme du système judiciaire, jugé corrompu. Tout comme son adversaire libéral Efraín Alegre, il s'oppose à la légalisation de l'avortement et au mariage homosexuel. Il est finalement élu avec 46,49 % des voix, contre 42,72 % pour son adversaire. L'opposition dénonce des fraudes et réclame un nouveau décompte des bulletins. Au parlement, son parti dispose d'une courte majorité à la Chambre des députés (41 sur 80), mais pas au Sénat (17 sièges sur 45).
Mario Abdo est investi le 15 août 2018, en présence des présidents argentin, bolivien, brésilien, colombien et uruguayen. Son prédécesseur, Horacio Cartes, avec lequel il est en conflit, n'est pas présent à la cérémonie.

### Présidence

#### Politique intérieure
Au milieu de l'année 2019, il fait face à la possibilité d'une procédure de destitution pour avoir signé avec le président brésilien Jair Bolsonaro un accord sur le barrage d'Itaipu jugé nettement défavorable pour le Paraguay. Il fait finalement annuler cet accord.
Sur les questions économiques, le gouvernement d'Abdo Benitez a conçu une réforme fiscale qui a été approuvée par le Parlement en septembre 2019. Il poursuit également la politique menée depuis un siècle en faveur des latifundios, les grands propriétaires terriens. En 2019, l'économie paraguayenne entre en récession. 
Un an après son arrivée au pouvoir, le gouvernement connaît un taux élevé de désapprobation à l'égard de sa gestion (69,3 % en août 2019). Il doit faire face en mars 2021 à des manifestations contre la corruption et la mauvaise gestion de la crise sanitaire provoquée par la Pandémie de Covid-19. Quatre ministres, dont celui de la Santé, sont renvoyés. En juillet 2022, il enregistre 83 % d'opinions négatives pour 12 % d'opinions positives.

#### Politique extérieure
En septembre 2018, il annule la décision de son prédécesseur de transférer l'ambassade paraguayenne de Tel Aviv à Jérusalem, estimant ne pas avoir été consulté, et déclare avoir pris cette décision pour « contribuer à l'intensification des efforts diplomatiques régionaux et internationaux dans le but de parvenir à une paix élargie, juste et durable au Moyen-Orient ». Cette décision entraîne des tensions avec le gouvernement israélien qui réagit en fermant son ambassade au Paraguay. 
En janvier 2019, il rompt les relations diplomatiques avec le Venezuela et reconnaît Juan Guaido, l'un des chefs de l'opposition vénézuélienne, comme président du pays. Il le reçoit au palais présidentiel à Asunción.
Il est, de manière générale, réputé proche des États-Unis sur les questions de politique étrangère. Le Parti colorado fait obstacle en 2021 au Sénat à une proposition de loi avancée par l'opposition visant à ouvrir des relations diplomatiques avec la Chine afin d'obtenir une aide sanitaire face au Covid-19. Le Paraguay n'entretient des relations officielles qu'avec Taïwan.  

## Décorations
- Chevalier grand-croix au grand cordon de l'ordre du Mérite de la République italienne‎ (2023)[19]